# Nagsimula sa Puso
Nagsimula sa Puso é uma telenovela filipina produzida e exibida pela ABS-CBN, cuja transmissão ocorreu em 2009.

## Elenco
- Maja Salvador - Celina Fernandez
- 'Coco Martin - Carlo Pagdanganan
- Nikki Gil - Julie Bernardo
- Jason Abalos - Jim Ortega